# Fáklya (folyóirat, 1920–1921)
A Fáklya Kolozsvárt 1920 decemberétől a Romániai Szocialista Párt magyar nyelvű hivatalos lapja; 1921. május 25-től a Kommunisták Romániai Pártja (KRP) magyar nyelvű központi lapja. Felelős szerkesztője Russ György. A munkásmozgalom közleményei és hírei mellett gazdag ideológiai és művelődési anyagot tartalmaz. A munkásmozgalmon belül a III. Internacionálé mellett foglalt állást. Tanulmányt közölt Lukács Györgytől az illegalitás és legalitás kérdéséről, publicisztikai cikket Gábor Andortól, verseket Pártos Zoltántól és Keresztúry Sándortól, részletet Henri Barbusse Világosság c. regényéből és beszámolót Tessitori Nóra szavalóestjéről. A lapot a hatóságok betiltották.